# Inundatiesluis

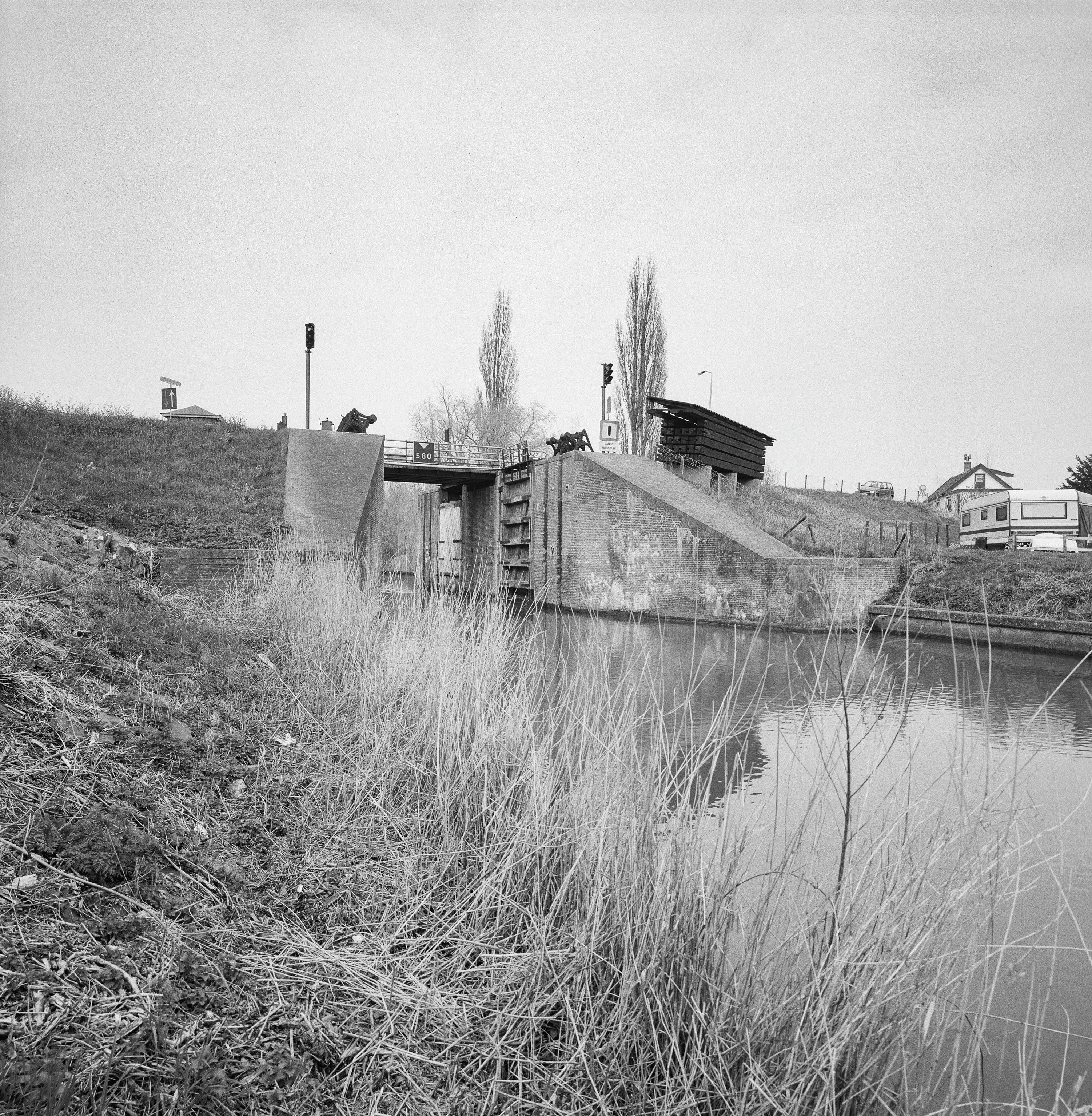
Inundatiesluis in de Linge bij Asperen.

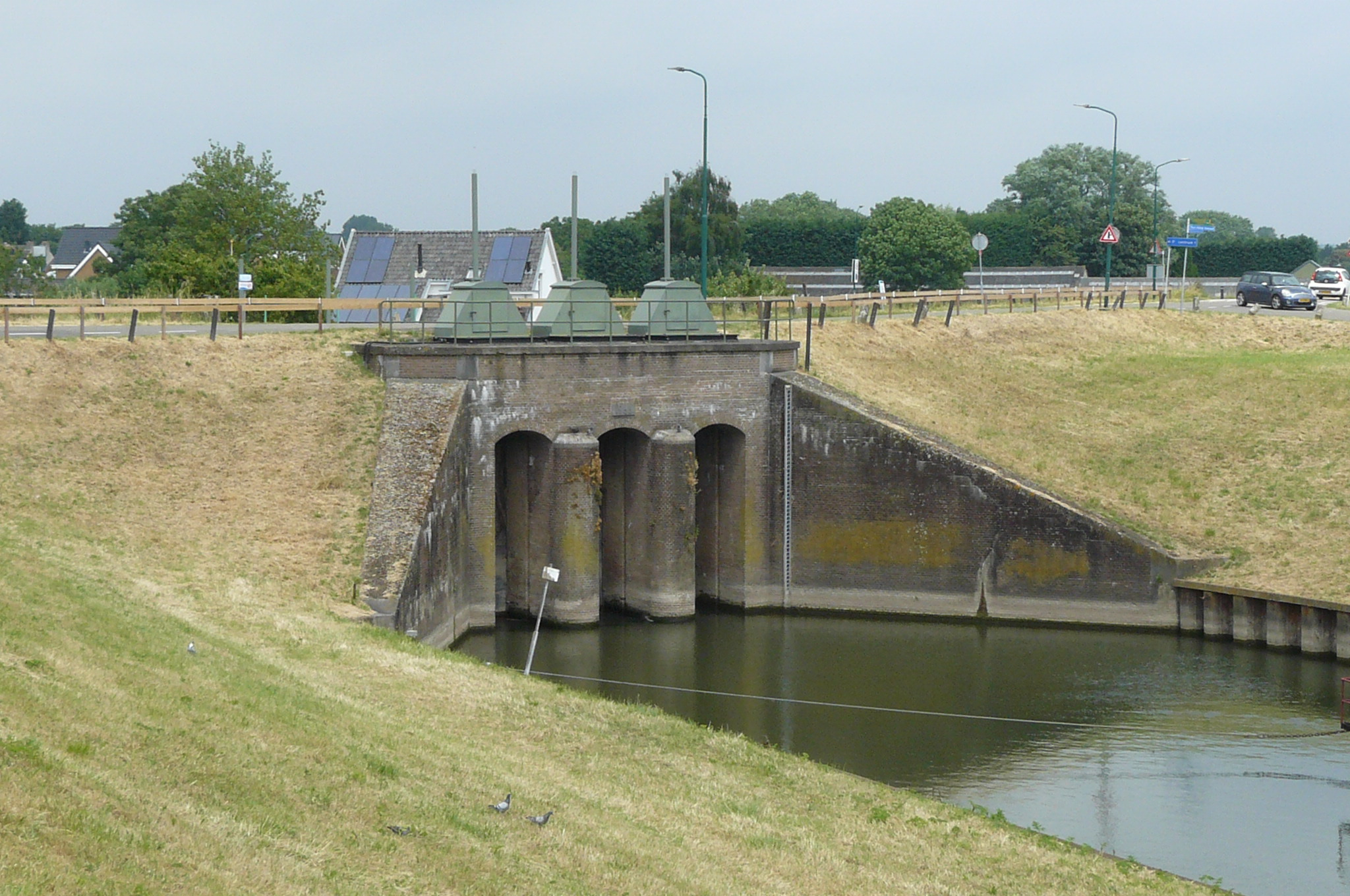
Inundatiesluis bij Wijk bij Duurstede gezien vanaf de kant van de Nederrijn.

Een inundatiesluis is een sluis die bedoeld is om er land mee te inunderen of gecontroleerd onder water te zetten. 
Bij inundatie is het de bedoeling om het land gecontroleerd onder water te zetten. Dit impliceert dat de waterinlaat geopend en gesloten moet worden om de juiste waterhoeveelheid te reguleren. Inundatiesluizen zijn speciaal voor dit doel gebouwd. Inundatiesluizen kunnen ook keersluizen zijn om te voorkomen dat het water naar lagere gelegen gebieden wegstroomt.
De constructie kan eenvoudig met schuiven of puntdeuren zijn. Ze worden geopend om de inundatie in werking te stellen en worden gesloten zodra de gewenste waterstand is bereikt. Er zijn ook inundatiesluizen met waaierdeuren, deze hebben als bijzondere eigenschap dat ze tegen de waterdruk in kunnen worden geopend. In principe is een inundatiesluis niet bedoeld voor scheepvaart.
Bij de vestingwerken in Asperen is een inundatiesluis in de vaarweg van de Linge opgenomen, die daarmee kan worden afgesloten en bij Tiel via het Inundatiekanaal met rivierwater van de Waal kan worden gevuld.  
acces · affuit · approche · arsenaal · banket · barbacane · barbette · bastion · bastei · batterij · bedekte weg · beer · berm · blokhuis · bolwerk · borstwering · bres · buitenwerk · bunker · bonnet-traverse · caponnière · circumvallatielinie · citadel · contravallatielinie · contre-approche · contrefossé · contregarde · coupure· contrescarpe · courtine · couvre-face · cunette · damsluis · Dienst der Fortificatiën · demi-lune · dwingel · enveloppe · erkertoren · escarpe · face · faussebraye · flank · flèche · fort · fossé · glacis · gracht · halve maan · hamei · hoornwerk · inundatie ·  inundatiekanaal · inundatiesluis · Italiaans vestingstelsel · kat · kazemat · keel · kroonwerk · kruithuis · landpoort · linie · lunet · mezekouw · Nieuw Nederlands Vestingstelsel · onderwal · ontmanteling · opril · Oud-Nederlands vestingstelsel · palissade · papenmuts · plongee · polygonaal stelsel · poortgebouw · poterne · pulvertoren · ravelijn · redan · redoute · reduit · retranchement · rondeel · saillant · sas · schans · schietgat · schilderhuis · schootsveld · singel · sortie · stadsmuur · stadspoort · tamboer · terreplein · tenaille · tobruk · torenfort · traverse · valhek · verdedigingswerk · vesting · vestingstad · voorwerk · wal · walstraat · waltoren · wapenplaats · waterlinie · waterpoort · weermuur · wolfskuil · zwaluwstaart